# Боу, Клара
Клара Го́рдон Бо́у (англ. Clara Gordon Bow; 29 июля 1905, Бруклин, Нью-Йорк — 27 сентября 1965, Лос-Анджелес) — американская актриса, звезда немого кино и секс-символ 1920-х годов. Наибольшую известность получила благодаря фильмам «Пластмассовый век» (1925), «Капкан на мужчину» (1926), «Это» (1927), «Крылья» (1927), «Называй её дикой» (1932).

## Биография

### Детство
Будущая актриса родилась 29 июля 1905 года в Бруклине в семье Сары Гордон и Роберта Боу. Её мать, дочь француженки и шотландца, по словам самой Боу, была очень красива. Клара была третьим ребёнком Сары и Роберта, но обе её старшие сёстры умерли во младенчестве — первая умерла через два часа после рождения, вторая прожила всего два дня. Мать не смогла перенести потери и повредилась в уме. Вынашивая Клару, она была уверена, что этот ребёнок тоже протянет недолго и потому, когда девочка появилась на свет, даже не стала оформлять свидетельство о её рождении.
Семья Клары жила в ужасающей бедности в маленькой съёмной квартире. Её отец, который скорее всего был умственно отсталым, никогда не работал, перебивался случайными заработками и редко появлялся дома, а когда всё же приходил в семью, третировал жену и дочь — и морально, и физически. Когда Кларе было пятнадцать лет, отец изнасиловал её. В отсутствие Роберта Сара зарабатывала на жизнь проституцией. Она водила клиентов домой и, пока обслуживала их в спальне, запирала маленькую Клару в платяном шкафу. Помимо психического расстройства, которое с каждым годом усугублялось, мать Клары страдала эпилепсией — приступы настигали её иногда по три раза в день. Так как в семье не было денег на доктора, который мог бы облегчить её страдания, Клара часто становилась свидетельницей припадков матери.
Клара росла сорванцом. По её собственному признанию, она дружила только с мальчишками, никогда не играла в куклы и чувствовала себя стеснённо в присутствии других девочек. Некоторое время она была очень дружна с соседским мальчиком по имени Джонни. Он был на несколько лет младше Клары, и она относилась к нему покровительственно, всюду водила с собой и защищала от уличных хулиганов — дело порой доходило даже до драки. Когда Кларе было десять лет, произошла трагедия. В квартире Джонни вспыхнул пожар, во время которого мальчик сильно обгорел и умер у Клары на руках. Она тяжело пережила смерть друга.

### Начало карьеры
Ещё в детстве Клара увлеклась кино. Она боготворила Мэри Пикфорд и была влюблена в киноактёра Уоллеса Рида, которого могла видеть в знаменитом историческом фильме тех лет «Рождение нации» Д. У. Гриффита. В 1921 году, когда Кларе было шестнадцать лет, она решила принять участие в конкурсе «Слава и счастье», главным призом которого была небольшая роль в фильме «Дальше радуги». Для участия нужно было предоставить две фотографии. Клара уговорила отца дать ей доллар и отправилась в местную дешёвую фотостудию. Снимки, по её мнению, вышли ужасные, но тем не менее вскоре Клара получила письмо с приглашением явиться на конкурс. Её внешность и ярко-рыжие волосы произвели впечатление на членов жюри, и они присудили Кларе победу. В 1922 году она снялась в «Дальше радуги» — это был её дебют в кино, — однако к разочарованию Боу эпизоды с её участием были вырезаны при монтаже и увидели свет только спустя годы, когда была выпущена полная версия фильма.
Когда мать Боу узнала, что дочь собирается стать актрисой, она устроила скандал, заявив, что актёрство сродни проституции и что она предпочитает увидеть дочь в гробу нежели на экране. Позже, уже после второго фильма Клары, Сара едва не убила её — однажды ночью Клара проснулась и увидела, что мать стоит возле её кровати с ножом для рубки мяса. В результате этого инцидента Боу до конца жизни страдала от бессонницы.

### Признание и слава
На Боу обратили внимание после её второго фильма — мелодрамы о китобоях «По морю на кораблях» (1922). Её карьера постепенно пошла в гору, хотя актрису не покидало чувство вины за то, что она пошла наперекор воле матери. Во время съёмок в картине «Враги женщин» (1923) актриса узнала, что её мать умерла, и, полагая, что виновата в её смерти, тяжело перенесла эту потерю.
Встреча с одним из представителей кинокомпании Preferred Pictures, которая имела место в том же году, определила звёздное будущее актрисы. Он пригласил Боу на пробы, предложив оплатить её проезд до Голливуда. Она согласилась, но при встрече с главой кинокомпании Б. П. Шульбергом не произвела на него впечатления — он даже начал сомневаться стоит ли тратить время на пробы. Однако пантомима всегда удавалась Боу и когда она появилась перед камерой, Шульберг остался более чем доволен результатом и заключил с актрисой контракт. Их совместная работа началась с мелодрамы о разлучённых влюблённых под названием «Майские дни» (1923).
На протяжении последующих двух лет Клара снялась в двадцати трёх картинах. Поначалу она была задействована во второстепенных ролях — играла любовниц («Высшая мера», «Возлюбленный Евы», «Путь наслаждений» и др.), дочерей («Вино», «Пчеловод») и соседок («Дети Хелен») главных героев. В то время она получала не более 750 долларов в неделю, но тем не менее, как только у неё стали водиться деньги, Боу перевезла в Голливуд своего отца. Он много пил и часто ставил её в неловкое положение, заявляясь пьяным на съёмочную площадку к дочери.
Боу снималась не только на Preferred Pictures — Шульберг часто «одалживал» актрису другим кинокомпаниям. Такая аренда была довольно прибыльным занятием: пока Боу снималась на Warner Bros. («Целуй меня снова») или «Banner Productions Inc.» («Пустые сердца») продюсер получал около 3000 долларов в неделю.
Постепенно Боу завоевала любовь зрителей. В 1924 году она вошла в число подающих надежды молодых актрис и получила награду WAMPAS Baby Stars, которая в разные годы присуждалась Джоан Блонделл, Бесси Лав, Вере Рейнольдс, Джинджер Роджерс и др. Тогда же сформировалось её актёрское амплуа — в основном Боу играла строптивых сексуально привлекательных кокеток, наделённых независимым нравом и упрямым характером. Её героини в погоне за богатством с лёгкостью разбивали мужские сердца, но в итоге всегда выбирали любовь, а не деньги.
Первая настоящая популярность пришла к Боу в 1925 году. Шульберг снял её в роли взбалмошной студентки Синтии Дэй в комедийной мелодраме «Пластмассовый век» и, так как картина снискала невероятный успех у публики, Боу в один момент стала одной из ведущих актрис Preferred Pictures. Неожиданный взлёт карьеры вскружил голову Боу, которой тогда было всего девятнадцать лет. Она стала встречаться со своим партнёром по фильму, актёром Гилбертом Роландом, что положило начало её будущей скандальной репутации.
Восемь картин, в которых Боу появилась в 1926 году, закрепили её успех. Наиболее известным фильмом этого года для Боу стала комедия Виктора Флеминга под названием «Капкан на мужчину», где молодая актриса исполнила роль неисправимой кокетки Алверны. По сюжету Алверна пытается обольстить любого мужчину, который попадается ей на пути, но в итоге выбирает настоящую любовь и тихое супружеское счастье в канадской глуши. Фильм был снят на киностудии «Paramount Pictures», возглавляемой к тому времени Шульбергом, которая после успешного проката картины заключила с Боу контракт сроком на пять лет. В том же году Боу — по характеру похожая на своих героинь — стала встречаться с Виктором Флемингом, несмотря на то, что он был почти в два раза старше её по возрасту.

### Этадевушка
Слава Боу достигла пика в 1927 году, после того, как она снялась в роли продавщицы универмага Бетти Лу Спенс, влюблённой в сына своего босса, в комедийной мелодраме «Это» по одноимённому роману Элинор Глин. Премьера кинокартины состоялась 19 февраля 1927 года, она с громким успехом прошла в кинотеатрах, а Боу получила прозвище It-girl — то есть эта девушка, — которое с тех пор стало определением молодой, сексуально притягательной особы, находящейся в центре внимания, и о которой все говорят.
В то время Боу действительно находилась в центре внимания — не только благодаря успеху на киноэкране, но и из-за своего вызывающего поведения и бурных романов (таблоиды также муссировали слухи о её пристрастии к алкоголю и наркотикам). Руководство «Paramount Pictures» даже внесло особый пункт в её контракт, предусматривающий выплату премии в 500 тысяч долларов, если до истечения срока контракта Клара будет удерживаться от публичных скандалов.
Тем не менее это обещание не возымело действия. Поведение актрисы испортило её репутацию и, несмотря на то что она была по-прежнему востребована как актриса, голливудское общество отвернулось от неё — Боу перестали приглашать на приёмы и вечеринки из опасения, что она совершит какой-нибудь неприглядный поступок.
Другим нашумевшим фильмом 1927 года с участием Боу стала военная мелодрама «Крылья», где актриса исполнила роль медсестры Красного креста, влюбленной в лётчика, который любил другую девушку. Эта картина вошла в историю кино ещё и потому, что стала первым фильмом — и единственным немым, — получившим премию «Оскар».

### Закат карьеры
Начиная с 1928 года карьера Боу постепенно пошла на спад. В тот год она появилась всего в четырёх картинах (примечательно, что все они в настоящее время считаются утерянными). Далее в 1929 году состоялся её дебют в звуковом кино — в комедии «Дикая вечеринка», где Боу исполнила привычную роль легкомысленной красотки, сыграв влюблённую в своего преподавателя студентку Стеллу Эмс.
Боу — подобно многим другим актрисам немого кино — с трудом осуществила переход к звуковым фильмам, так как привыкла к игре посредством выразительной пантомимы. Новоявленная необходимость говорить и следить за своим голосом — а в картине 1930 года «Любовь среди миллионеров» ещё и петь — вызывала у неё боязнь микрофона.
Положение Боу окончательно пошатнулось после скандала с её личным секретарём Дейзи Дево, которую Боу наняла в начале 1929 года, чтобы та занималась её счетами. Несмотря на то, что Дево привела финансовые дела Клары в порядок, через год она была уволена за излишнее внимание к актёру Рексу Беллу, с которым актриса тогда встречалась. Попытка Дево вернуть себе место была расценена Боу как вымогательство, и 6 ноября 1930 года Рекс Белл заявил на неё в полицию.
Несмотря на то, что Дево отрицала обвинения в вымогательстве, Бёрн Фиттс — окружной прокурор Лос-Анджелеса и близкий друг руководства студии «Paramount Pictures» — заключил Дейзи в тюрьму и провёл в её квартире несанкционированный обыск. Так как никакого компромата на неё обнаружить не удалось, Дево вышла на свободу и немедленно подала в суд на Фиттса за незаконное задержание. Фиттс в свою очередь возбудил против неё ответное дело, предъявив Дево обвинение в тридцати пяти случаях присвоения денег Боу. Слушание дела началось при большом стечении публики 13 января 1931 года. Присяжные признали Дево виновной только в одном случае денежных махинаций, но это не помешало судье приговорить её к восемнадцати месяцам заключения.
Откровения Дево, которая живописала на суде скандальные подробности личной жизни актрисы, привели к полному краху её карьеры — летом 1931 года студия разорвала контракт с Боу. В том же году двадцатипятилетняя актриса вышла замуж за Рекса Белла и удалилась на принадлежащее ему ранчо в Неваде. Прежде чем окончательно прекратить свою карьеру, она появлялась на киноэкранах ещё дважды — в 1932 году в драме по мотивам романа Тиффани Тайер «Называй её дикой» и в 1933 году в музыкальной мелодраме «Шумиха», где исполнила роль ярмарочной танцовщицы по имени Лу.

### Личная жизнь
В середине 1920-х актриса — рыжеволосая, с накрашенными бантиком губами — была признанным секс-символом Голливуда. Она скандально прославилась своими свободными нравами и многочисленными романами с коллегами по цеху. Так, известно, что в числе её любовников были актёры Гэри Купер, Гилберт Роланд, Бела Лугоши, режиссёр Виктор Флеминг. Она не скрывала своих похождений, что было довольно рискованно для тех лет, и могла прилюдно и не стесняясь в выражениях обсуждать своих любовников. В 1929 году, когда её карьера начала клониться к закату, Боу познакомилась с актёром, героем вестернов, Рексом Беллом. После двухлетнего романа пара поженилась 3 декабря 1931 года в Лас-Вегасе. В 1934 году у Боу и Белла родился сын Тони (поменял имя на Рекс Энтони Белл, умер в июле 2011), а в 1938 году — второй сын, Джордж.

### Болезнь
В 1949 году у Боу диагностировали шизофрению. Лечение — в том числе c помощью шоковой терапии — не принесло результатов, и вскоре актрису положили в психиатрическую лечебницу. В последующие шестнадцать лет, поселившись отдельно от мужа, она вела очень уединённый образ жизни и редко выходила из своего дома в Лос-Анджелесе. В 1954 году Рекс Белл был избран вице-губернатором штата Невада и умер в 1962 году. Клара пережила его на три года и скончалась от сердечного приступа 27 сентября 1965 года в возрасте 60 лет.